# アバーン・ブン・アル＝ワリード・ブン・ウクバ
アバーン・ブン・アル＝ワリード・ブン・ウクバ・ブン・アビー・ムアイト（アラビア語: أبان بن الوليد بن عقبة بن أبي معيط, ラテン文字転写: Abān ibn al-Walīd ibn ʿUqba ibn Abī Muʿayṭ）は、ウマイヤ家の一族であり、カリフのマルワーン1世（在位：684年 - 685年）とアブドゥルマリク（在位：685年 - 705年）の下でヒムス、キンナスリーン（ジャズィーラを含む）およびアルメニアの総督を務めた人物である。また、兄弟のウスマーンはアルメニアにおけるアバーンの代官であったか、あるいは自らも総督であった可能性がある。アバーンの別の代官には694年か695年にビザンツ帝国を破ったディーナール・ブン・ディーナールがいる。
688年か689年頃にカリフのアブドゥルマリクはカイス族の指導者のズファル・ブン・アル＝ハーリス・アル＝キラービーが起こした反乱の鎮圧をアバーンに命じた。ズファルはユーフラテス川沿いの戦略的に重要な前線基地であるカルキースィヤーの要塞から反乱を指揮しており、カリフのイラク征服に向けた計画にとって厄介な障害となっていた。この地域はアブドゥルマリクに対抗してカリフを称していたメッカを拠点とするアブドゥッラー・ブン・アッ＝ズバイルの弟であるムスアブ・ブン・アッ＝ズバイルの支配下にあった。ズファルはアブドゥッラー・ブン・アッ＝ズバイルの宗主権を認め、685年か686年にはウマイヤ朝の軍司令官のウバイドゥッラー・ブン・ズィヤードによる攻撃を退けていた。アバーンはズファルの息子の一人が戦死した戦いにおいてズファルを破ったが、カルキースィヤーからズファルを追い出すことはできなかった。